# BOOM
『BOOM』（ブーム）は、日本のロックバンドであるUNICORNの1枚目のオリジナル・アルバム。
1987年10月21日にCBS・ソニーからリリースされた。作詞・作曲はほぼ全曲で奥田民生が担当、一部の楽曲で堀内一史および川西幸一が作詞もしくは作曲を担当している。結成からわずか3か月でCBS・ソニーのオーディションに合格したUNICORNによるファースト・アルバムであり、サウンド・プロデューサーとして笹路正徳およびFENCE OF DEFENSEの西村麻聡が参加している。
ニュー・ウェイヴやハードロック、パンク・ロックなどの音楽性を基調としているが、フュージョンや16ビートの音楽性も取り入れられている。本作は奥田の希望によりメロディを重視した制作が行われ、メンバーは「リズムがハード、旋律がポップ」を基本とした作品であると述べている。
UNICORNのオリジナルアルバムとしては後に脱退した向井美音里が唯一参加している他、奥田が全曲単独でリードボーカルを担当している事が特徴。また、後にメンバーとなる阿部義晴もマニピュレーターとして参加している。本作からは1曲もシングルカットされていないが、TBS系テレビドラマ『ドラマ23』（1987年 - 1989年）の一話「ウッチャン・ナンチャンの純愛の街」にて主題歌として使用された「Maybe Blue」を収録している。本作はオリコンアルバムチャートにおいて最高位第77位となった。

## 背景
広島県出身の川西幸一は、中学校2年生の時にビートルズの「ヘイ・ジュード」（1968年）を聴き衝撃を受け、以降ロック・ミュージックを求めディープ・パープル、レッド・ツェッペリンなどを愛聴するようになる。その後川西は様々なロックバンドを経て友人たちとTHE STRIPPERというバンドを組み、後にUNICORNにも加入する事となるギタリストの手島いさむも同バンドに加入した。しかし一つのスタイルに縛られる事を嫌った川西は手島とともにTHE STRIPPERを脱退、以降バンド活動から遠ざかる事となった。
一方で同学年のいとこと中学生時代にバンドを組んでいた奥田民生は、高校生時代にギャルローズというバンドでCBS・ソニーのオーディションを受けるも落選。当初はギターを担当していた奥田だが、いとこが大学受験のためバンドを辞めたことからボーカルに転向し、喫茶店でアルバイトをしながらReady（レディ）というバンドを結成する。その後Readyとしてのライブ直前にドラムス担当が怪我のため参加できず、代行として川西が参加する事となり、久しぶりにドラムを叩いた川西は「これしかない」との感触を得て再びバンド結成のためメンバー収集を行うこととなる。プロを目指すバンド結成のために川西は、かつてのバンドメンバーであった手島に声を掛け加入が決定。また川西が在籍していた広島電機大学の後輩であったベーシストの堀内一史をバンドに誘い、川西および手島、堀内の3名でバンドを結成、バンド名は手島の提案によりUNICORNに決定した。
UNICORNを結成した川西は奥田にバンド加入を要請するも断られ、別のボーカリストを擁立してコンテストを受けるも落選。再度奥田に加入要請を行い、1986年3月に正式に奥田および奥田の同級生であった向井美音里が加入し4月に正式にUNICORNとしての活動が開始された。正式な活動開始の直前である3月22日には奥田が在籍していたReadyの解散ライブが行われており、翌3月23日にラジオ番組への応募用デモテープが録音され、そのデモテープが切っ掛けとなり同年6月にCBS・ソニーのオーディションに合格。結成からわずか3か月でメジャーデビューが決定することとなった。

## 録音、制作
音楽誌『別冊宝島724 音楽誌が書かないJポップ批評22 ユニコーン&奥田民生の摩訶不思議』においてフリーライターの河田拓也は、UNICORNは川西による「プロを目指すバンド」という目標のために、コンテストを突破できる実力を持った技巧者による寄せ集めのメンバーによって構成されたバンドであったと述べている。また河田は、川西がインディーズシーンやストリートミュージックに対する関心が全くないために、当初は「売れ線」や「最大公約数」の曲を目的としており、作詞および作曲を担当していた奥田は目的のためにBOØWYやチェッカーズを足して2で割ったような、「取りあえずメジャー感のあるコードとフレーズで組み立ててみた」という「手堅く完成度の高い楽曲を書いた」と述べている。
本作のレコーディング時にはプロデューサーである笹路正徳からの要求に応じることにメンバーは精一杯であり、またレコーディングやアレンジの基礎的なことを笹路から多く学んだとメンバーは述べている。音楽誌『別冊宝島724 音楽誌が書かないJポップ批評22 ユニコーン&奥田民生の摩訶不思議』においてライターの川口瑞夫は、本作から感じられる点として「彼らの飲み込みの早さであり、礼儀正しいアイドルみたいな優等生ぶりである」と指摘した上で、それこそが等身大のUNICORNの姿であるものの、「民生にとって、等身大のユニコーンは面白くも何ともないということなのだろう」と述べている。
書籍『114+4 UNICORN写真+作品集』にてディレクターである河合誠一マイケルは、本作のレコーディングが開始された頃にメンバーによる歌詞に対するミーティングが行われ、全員両親や世の中に対する不満はなく、所詮音楽は音楽であると割り切った上で、ありもしない絶望や怒りを歌詞のテーマにはしないという結論に到達したと述べている。

## 音楽性と歌詞
音楽誌『ARENA37℃』1987年10月号にてライターの金子貴昭は、本作の音楽性をニュー・ウェイヴやハードロック、パンク・ロックなどの様々な要素が入っているが、メロディーはポップであり「まるでロックのヤミナベ」であると例えている。奥田は自らの音楽のルーツがビートルズであると述べた上で、パンク・ロックやハードロックにはメロディーがないと感じた事から自身でメロディーを制作することを検討。また本作のコンセプトについてメンバーは「リズムがハード、旋律がポップ。これが基本です」とも述べている。同誌1987年11月号にてライターの渡辺末美は奥田の歌唱について、曲によっては大澤誉志幸やケラリーノ・サンドロヴィッチ（有頂天）、あいざき進也や西田昌史（EARTHSHAKER）のようであると例え、「かなり豊かな声と声量と、何色もの色を持つ声質。愛くるしくて、切なくて、ハードなのだ」と述べている。
音楽誌『別冊宝島724 音楽誌が書かないJポップ批評22 ユニコーン&奥田民生の摩訶不思議』においてライターの川口瑞夫は、UNICORNの作品の中でも最もフュージョンや16ビート色が強く出ており、これは笹路および河合の趣味性が反映された結果であると推測している。また奥田は上京後に「サウンド面で目の前が開けた」と述べており、上京後に制作された「Game」は転調やリズムチェンジを織り込んだ楽曲となっている。同年にはBOØWYやBARBEE BOYS、レベッカなどが人気となっていたが、川口は「16ビートをきちんと消化吸収したユニコーンのアレンジ・演奏力は同時代のバンド群の中でもズバ抜けていた」と述べている。また同書にて音楽ライターの菅岳彦は、小説家であれ音楽家であれ、処女作にはそのアーティストのすべてが内包されている事例が多い事に触れた上で、「ことユニコーンに限っては、“その後のユニコーン”を予感させる要素は、ほとんどないと言ってもいい。あえて言うなら、奥田民生がヴォーカルをやってるという点ぐらい」と述べている。また菅は、UNICORNは結成から間を置かずにオーディションに合格し、レコード会社の青田買い的な行為によって短期間でメジャーデビューした事で、「プロとしてデビューしてからバンドとしての体制を整えて行ったバンドだった」として、デビュー当時のUNICORNの印象は同じく「SDオーディション」によってメジャーデビューしたレベッカのボーイズ版であったと述べている。
書籍『114+4 UNICORN写真+作品集』にてライターの宇都宮美穂は、奥田による「歌詞なんてどうでもいいんですよ。曲さえよければ」という発言を引用した上で、本作の歌詞について「なんという無意味な言葉の羅列ぶり」と表現した。デビュー当時の奥田が21歳という年齢ゆえ様々な経験も浅く、書くべき素材がなくまた歌詞に本音を託すタイプでもないため、本作のような世界観の歌詞になったのではないかと推測した上で、「悪い冗談みたいだと私は思う」と総括した。

## 楽曲

### Side A
1. 「Hystery-Mystery」
結成直後に制作され、CBS・ソニーのオーディションにて演奏された曲[18]。デビュー直後に頻繁に演奏された曲であり、PVが存在する。音楽誌『別冊宝島724 音楽誌が書かないJポップ批評22 ユニコーン&奥田民生の摩訶不思議』においてライターの飯島久美子は「キレのいいビートで強力な色気を発揮した」と述べている[18]。また同書にて音楽ライターの菅岳彦は、イキの良さや勢いに関しては認めると述べたものの、曲タイトルが「韻を踏んでみました」という感じであると指摘した他、「『歌詞って、こうやって作るんだろうな』と、お手本をなぞったような紋切り型の、お行儀の良いものだ」と述べている[16]。
テンポの速いPANICバージョンが存在しており、ライブ・ビデオ『MOVIE』（1989年）に収録されている[注釈 2]。なお、このバージョンでの演奏は、ライブでの熱烈なアンコールに応えて突発的に行ったものであったという[19]。
2. 「Game」
音楽誌『別冊宝島724 音楽誌が書かないJポップ批評22 ユニコーン&奥田民生の摩訶不思議』においてライターの榊ひろとは、「スカ風ナンバー」であると指摘した他に「奥田らしい“翻弄される男”を描いた最初の歌」であると述べている[18]。
歌詞の「メデューサ」は元は「くそババ」であったがレコ倫の規制により変更された。ライブ・ビデオ『MOVIE4 舞監なき戦い』（1992年）及びベスト・アルバム『THE VERY RUST OF UNICORN』（1994年）に収録されている「UNICORNメドレー」ではオリジナルの歌詞のまま収録されている。
3. 「Maybe Blue」
初期UNICORNの代表曲[18]。当時頻繁にデビューシングルと間違われるほど切り札的な曲であったという[19]。
音楽誌『別冊宝島724 音楽誌が書かないJポップ批評22 ユニコーン&奥田民生の摩訶不思議』においてライターの内田和世は、「タイトル通りブルーな色を帯びたナイーブな民生の歌声が、ちょっぴりセクシーで悲しい歌詞の世界をうまく構築し、聞く者の胸をストレートに打ってくる」と述べた他、「西川ならではのハネたリズムのドラムが全曲を通してヴォーカルに絡みついてくる」とした上で「ユニコーン風の味付けでもあり、初期のユニコーンを体現している」とも述べている[18]。
ミュージック・ビデオが制作されており、デビュー後初めてのスタジオ撮影で、照明などで高温になり汗だくになった衣装を何度も乾かしながら朝まで撮影された[19]。
4. 「Concrete Jungle」
PVが存在する。音楽誌『別冊宝島724 音楽誌が書かないJポップ批評22 ユニコーン&奥田民生の摩訶不思議』においてライターの普天間伊織は、「シャープなビートとマイナーなメロディ」であり「Maybe Blue」と並んで初期の代表的な曲調であると述べた他、「上京間もないメンバーの心の乱れが見え隠れするようなタイトル」であるとも述べている[18]。
5. 「Limbo」
音楽誌『別冊宝島724 音楽誌が書かないJポップ批評22 ユニコーン&奥田民生の摩訶不思議』において飯島は、「川西のユーモア溢れる不可解な歌詞、EBIの陽気で妖しいラテンのリズム」が特徴であると述べた他、以降のUNICORNに大きな影響を与えた「彼らの特徴が見え始めた記念すべき曲」であるとも述べている[18]。

### Side B
1. 「Sweet Surrender」
音楽誌『別冊宝島724 音楽誌が書かないJポップ批評22 ユニコーン&奥田民生の摩訶不思議』においてライターの西岡ムサシは、「Fallin' Night」と同様にプリンスを思わせるアメリカ寄りのハードロック調の曲であると主張、また「氷のくちづけ」という歌詞は映画『ナインハーフ』（1986年）からの影響ではないかと推測している[18]。
2. 「Alone Together」
歌詞はレコーディングの帰り道にストリーキングに遭遇した事を題材としている[18]。音楽誌『別冊宝島724 音楽誌が書かないJポップ批評22 ユニコーン&奥田民生の摩訶不思議』においてライターの川口瑞夫は、初期EBIの代表曲であると述べ、「きれいなメロディに毒のある歌詞という組み合わせは、EBIが好きな10ccに通じる作風」と述べた他、サウンドがポリスの作風に酷似してしまい修正に苦労したという逸話を述べた上で、「やっぱり、ポリスっぽい」と述べている[18]。EBIは後にソロ・アルバムを制作しているが、プロデューサーを担当した鈴木慶一から絶賛されたという逸話が存在する[18]。
3. 「Sadness」
UNICORN加入以前に奥田が在籍していたReadyのレパートリーであり、川西および手島は本曲をコピーして奥田を迎え入れたという[18]。音楽誌『別冊宝島724 音楽誌が書かないJポップ批評22 ユニコーン&奥田民生の摩訶不思議』において西岡は、「当時の民生得意のマイナー調」であると述べている[18]。
4. 「Fallin' Night」
音楽誌『別冊宝島724 音楽誌が書かないJポップ批評22 ユニコーン&奥田民生の摩訶不思議』において川口は、「久保田利伸みたいな打ち込み系のブラコン」と述べ、ユニコーンらしくない曲であるがEBIのお気に入りの曲であると述べている[18]。4枚目のアルバム『ケダモノの嵐』（1990年）収録曲の「スライム プリーズ」において本曲のマルチトラック・テープが流用された[18]。
5. 「Pink Prisoner」
PVが存在する。音楽誌『別冊宝島724 音楽誌が書かないJポップ批評22 ユニコーン&奥田民生の摩訶不思議』においてお笑いコンビであるダイノジの大谷伸彦は、初期奥田の最高傑作であるらしいと述べた他、ユニコーン的な屈折した恋愛を描いた曲の元祖であるとも述べている[18]。ライブでは全く異なるアレンジで演奏された[18]。初期のライブでは間奏時にフロントの3人がステージ前に出ることが定番となっており、ライブ後半の盛り上げ用の曲として演奏されていた[19]。

## リリース、プロモーション
本作は1987年10月21日にCBS・ソニーから、LP、CD、CTの3形態でリリースされた。本作の発売日に休暇であったメンバーの内数人は、当時合宿生活をしていた大塚駅前のレコード屋にレコードを買いに行ったところ入荷しておらず落胆し、それ以降チェックしに行くことはなかったという。しかし当日メンバーが買いに行った店は演歌などを専門で扱い、ポップスやロックは置いていない店舗であった。その店の裏側には、若者が行くようなレコード屋があったが、メンバーは知らなかったようである。
本作に関するプロモーションとして、1987年12月26日放送のフジテレビ系深夜番組『オールナイトフジ』（1983年 - 1991年）にてテレビ番組初出演を果たし、「Pink Prisoner」および「Maybe Blue」を演奏した。1988年3月12日には再び同番組に出演した他、3月14日および4月9日放送のNHK総合音楽番組『ジャストポップアップ』（1988年 - 1991年）に出演、また8月4日放送のテレビ神奈川音楽番組『Live TOMATO』（1986年 - 1993年）に出演し「Hystery-Mystery」を演奏した。
本作は1992年12月12日にはMDにて再リリース、UNICORN解散後となる1995年12月13日には、ソニー・ミュージックレコーズから「ユニコーンの逆転満塁ホームランプライスシリーズ」として廉価版CDがリリースされた。また、2007年12月19日にはエスエムイーレコーズから紙ジャケット仕様CDとして再リリースされた。さらに2012年12月5日には9枚組CD+DVDのボックス・セット『UNICORN SME ERA - remasterd BOX』においてデジタル・リマスタリング盤が収録され、2017年12月6日にはデビュー30周年を記念して、ABEDONがリマスタリングを担当した工具箱風ボックス入りの15枚組CD-BOX『UC30 若返る勤労』に収録されて再リリースされた。

## ツアー
本作を受けてのコンサートツアーは行われず、単発のライブが複数回行われている。メンバー上京後の初ライブとなったのは1987年4月12日に日比谷野外音楽堂にて行われたイベントライブ「勇気ある子供たちが時代をつくる」であり、その後同年9月24日および1988年1月31日にはインクスティック芝浦にてライブが行われた。1月31日のライブを最後に向井はバンド脱退を表明、脱退の理由は体力的に継続的なライブ活動が困難であるためと川西は述べている。
4人編成となったUNICORNは、1988年3月27日に完成直後の日清パワーステーションにて公演を行い、およそ1200人規模の同会場は満員御礼となり聴衆が入りきらない状態となった。同年6月21日および7月4日には大ホールである日本青年館にて公演を行った。6月21日の公演では、通常通りのセットリストで1曲目に「Maybe Blue」を演奏、アンコールも含めて全17曲が演奏された。7月4日の公演では2部構成となっており、1部において次作となる『PANIC ATTACK』（1988年）の全収録曲を演奏、2部では通常通りのセットリストで演奏された。

## 批評
| 専門評論家によるレビュー             | 専門評論家によるレビュー |
| レビュー・スコア                     | レビュー・スコア         |
| 出典                                 | 評価                     |
| ------------------------------------ | ------------------------ |
| CDジャーナル                         | 肯定的                   |
| 音楽誌が書かないJポップ批評22        | 肯定的                   |
| 別冊カドカワ 総力特集ユニコーン 2009 | 肯定的                   |

本作のサウンド面に対する批評家たちからの反応は概ね肯定的なものとなっており、音楽情報サイト『CDジャーナル』では、UNICORNが結成から3か月でオーディションに合格した幸運なバンドであると指摘した上で、リズム・アンサンブルやコーラス・ワークなどが不思議なほどに器用であると肯定的に評価、また美形の男子4名に紅一点という編成に対して「むしろ少年隊やBaBeがライバルになるのかも」と主張した他、「パンクやロックをベースにした重厚なサウンドをポップに聴かせるという妙技が堪能できる」と肯定的に評価した。音楽誌『別冊宝島724 音楽誌が書かないJポップ批評22 ユニコーン&奥田民生の摩訶不思議』において音楽解説者の榊ひろとは、ほぼ全ての曲を奥田が担当していることから「基本的に奥田色が前面に出たアルバムと言えるだろう」と指摘し、当時の売れ線を意識したポスト・ニューウェイヴ的なサウンドではあるとしながらも「ポップでキャッチーな奥田のメロディ・センスは早くも全開状態である」と称賛、また奥田以外で唯一楽曲制作を担当した堀内の作品に関しては、「モノトーンの味わいを持つ一服の清涼剤」と例えた上でアルバム中盤の箸休め的役割であり、中期ビートルズのジョージ・ハリソンのようなポジションであると指摘、耽美的なバラードである「Alone Together」は「堀内の作風を象徴する代表作となっている」と述べている。文芸雑誌『別冊カドカワ 総力特集ユニコーン 2009』において音楽評論家の平山雄一は、本作が1980年代の洋楽テイストを取り入れたサウンドを基調にスカのリズムやコミカルな描写が存在することから「若者らしいバラエティに富む」と指摘、また「Maybe Blue」の完成度の高さからオーディションを突破した理由が分かると述べたほか、「Pink Prisoner」については「後のめくるめく成長を予感させる原点的名曲」と述べるなど高い評価を与え、さらに川西と堀内によるリズムセクションのテクニックの高さが「他の同世代バンドと完全に一線を画す」と述べるなど総合的に肯定的な評価を与えている。

## チャート成績
本作はオリコンアルバムチャートにおいてLP盤は最高位第89位の登場週数2回で売り上げ枚数は0.7万枚、CD盤を含めた総合では最高位第77位の登場週数9回で売り上げ枚数は1.5万枚となった。この売り上げ枚数はUNICORNのアルバム売上ランキングにおいて第23位となっている。2022年に実施されたねとらぼ調査隊によるUNICORNのアルバム人気ランキングでは第7位、2023年に実施された同ランキングでは第8位となった。

## 収録曲

### LP / CT
| #         | タイトル            | 作詞      | 作曲      | 編曲              | ボーカル  | 時間  |
| --------- | ------------------- | --------- | --------- | ----------------- | --------- | ----- |
| 1.        | 「Hystery-Mystery」 | 奥田民生  | 奥田民生  | UNICORN、西村麻聡 | 奥田民生  | 3:58  |
| 2.        | 「Game」            | 奥田民生  | 奥田民生  | UNICORN、笹路正徳 | 奥田民生  | 3:32  |
| 3.        | 「Maybe Blue」      | 奥田民生  | 奥田民生  | UNICORN、笹路正徳 | 奥田民生  | 4:17  |
| 4.        | 「Concrete Jungle」 | 奥田民生  | 奥田民生  | UNICORN、西村麻聡 | 奥田民生  | 4:58  |
| 5.        | 「Limbo」           | 川西幸一  | 堀内一史  | UNICORN、西村麻聡 | 奥田民生  | 4:03  |
| 合計時間: | 合計時間:           | 合計時間: | 合計時間: | 合計時間:         | 合計時間: | 20:48 |

| #         | タイトル            | 作詞      | 作曲      | 編曲              | ボーカル  | 時間  |
| --------- | ------------------- | --------- | --------- | ----------------- | --------- | ----- |
| 6.        | 「Sweet Surrender」 | 奥田民生  | 奥田民生  | UNICORN、笹路正徳 | 奥田民生  | 4:30  |
| 7.        | 「Alone Together」  | 堀内一史  | 堀内一史  | UNICORN、笹路正徳 | 奥田民生  | 3:50  |
| 8.        | 「Sadness」         | 奥田民生  | 奥田民生  | UNICORN、笹路正徳 | 奥田民生  | 3:51  |
| 9.        | 「Fallin' Night」   | 奥田民生  | 奥田民生  | UNICORN、西村麻聡 | 奥田民生  | 5:00  |
| 10.       | 「Pink Prisoner」   | 奥田民生  | 奥田民生  | UNICORN、笹路正徳 | 奥田民生  | 4:34  |
| 合計時間: | 合計時間:           | 合計時間: | 合計時間: | 合計時間:         | 合計時間: | 21:45 |

- CDブックレットに記載されたクレジットを参照[40]。

### CD / MD
| #         | タイトル            | 作詞      | 作曲      | 編曲              | ボーカル  | 時間  |
| --------- | ------------------- | --------- | --------- | ----------------- | --------- | ----- |
| 1.        | 「Hystery-Mystery」 | 奥田民生  | 奥田民生  | UNICORN、西村麻聡 | 奥田民生  | 3:58  |
| 2.        | 「Game」            | 奥田民生  | 奥田民生  | UNICORN、笹路正徳 | 奥田民生  | 3:32  |
| 3.        | 「Maybe Blue」      | 奥田民生  | 奥田民生  | UNICORN、笹路正徳 | 奥田民生  | 4:17  |
| 4.        | 「Concrete Jungle」 | 奥田民生  | 奥田民生  | UNICORN、西村麻聡 | 奥田民生  | 4:58  |
| 5.        | 「Limbo」           | 川西幸一  | 堀内一史  | UNICORN、西村麻聡 | 奥田民生  | 4:03  |
| 6.        | 「Sweet Surrender」 | 奥田民生  | 奥田民生  | UNICORN、笹路正徳 | 奥田民生  | 4:30  |
| 7.        | 「Alone Together」  | 堀内一史  | 堀内一史  | UNICORN、笹路正徳 | 奥田民生  | 3:50  |
| 8.        | 「Sadness」         | 奥田民生  | 奥田民生  | UNICORN、笹路正徳 | 奥田民生  | 3:51  |
| 9.        | 「Fallin' Night」   | 奥田民生  | 奥田民生  | UNICORN、西村麻聡 | 奥田民生  | 5:00  |
| 10.       | 「Pink Prisoner」   | 奥田民生  | 奥田民生  | UNICORN、笹路正徳 | 奥田民生  | 4:34  |
| 合計時間: | 合計時間:           | 合計時間: | 合計時間: | 合計時間:         | 合計時間: | 42:33 |

## スタッフ・クレジット
- CDバックカバーに記載されたクレジットを参照[41]。

### UNICORN
- 奥田民生 – ボーカル、ギター
- 向井美音里 – キーボード、コーラス
- 手島いさむ – ギター、コーラス
- 川西幸一 – ドラムス、コーラス
- 堀内一史 (EBI) – ベース、コーラス

### スタッフ
- UNICORN – サウンド・プロデュース
- 笹路正徳 – サウンド・プロデュース
- 西村麻聡 – サウンド・プロデュース
- 河合誠一マイケル – ディレクター
- 大野邦彦 – レコーディング、リミックス・エンジニア
- 森岡徹也 – レコーディング・エンジニア
- 松尾順二 – レコーディング・アンジニア
- 阿部義晴 – シンセサイザー・マニピュレーター
- 大木裕 – アート・ディレクション、デザイン
- HATAKEN – 写真撮影
- 布施直美 – スタイリスト
- 竹迫謙一 (Drop) – ヘアー、メイク・アップ
- 麻生秀樹 (April Music Inc.) – マネージャー
- 市井洋 (April Music Inc.) – マネージャー
- 稲垣博司 – エグゼクティブ・プロデューサー
- 石井俊雄 – エグゼクティブ・プロデューサー
- 渡辺純一 – エグゼクティブ・プロデューサー
- アイバニーズ – スペシャル・サンクス
- TAMA – スペシャル・サンクス

## リリース日一覧
| No. | リリース日     | レーベル                       | 規格         | カタログ番号 | 最高順位 | 備考                                                                                  | 出典          |
| --- | -------------- | ------------------------------ | ------------ | ------------ | -------- | ------------------------------------------------------------------------------------- | ------------- |
| 1   | 1987年10月21日 | CBS・ソニー                    | LP           | 28AH-2238    | 77位     |                                                                                       | [ 2 ]         |
| 2   | 1987年10月21日 | CBS・ソニー                    | CT           | 28KH-2300    | 77位     |                                                                                       |               |
| 3   | 1987年10月21日 | CBS・ソニー                    | CD           | 32DH-804     | 77位     |                                                                                       | [ 2 ] [ 13 ]  |
| 4   | 1992年12月12日 | ソニー・ミュージックレコーズ   | MD           | SRYL-7082    | -        |                                                                                       | [ 42 ]        |
| 5   | 1995年12月13日 | ソニー・ミュージックレコーズ   | CD           | SRCL-3411    | -        | ユニコーンの逆転満塁ホームランプライスシリーズ（廉価版）                              | [ 33 ] [ 43 ] |
| 6   | 2007年12月19日 | エスエムイーレコーズ           | CD           | SECL-601     | -        | 紙ジャケット仕様                                                                      | [ 44 ] [ 45 ] |
| 7   | 2010年4月1日   | ソニー・ミュージックダイレクト | ロスレスFLAC | -            | -        | デジタル・ダウンロード                                                                | [ 46 ]        |
| 8   | 2012年12月5日  | エスエムイーレコーズ           | CD           | SECL-1231    | 25位     | CD-BOX『UNICORN SME ERA - remasterd BOX』収録、紙ジャケット仕様、デジタルリマスター版 | [ 47 ] [ 48 ] |
| 9   | 2014年4月1日   | ソニー・ミュージックダイレクト | AAC-LC       | -            | -        | デジタル・ダウンロード                                                                | [ 49 ]        |
| 10  | 2017年12月6日  | キューンミュージック           | CD           | KSCL-2981    | -        | 完全生産限定CD-BOX『UC30 若返る勤労』収録、ABEDONがリマスタリングを担当               | [ 50 ] [ 51 ] |
| 11  | 2017年12月6日  | ソニー・ミュージックレーベルズ | ロスレスFLAC | -            | -        | 『UC30 若返る勤労』収録盤と同内容のデジタル・ダウンロード版                           | [ 52 ]        |
| 12  | 2019年10月1日  | ソニー・ミュージックレーベルズ | AAC-LC       | -            | -        | 『UC30 若返る勤労』収録盤と同内容のデジタル・ダウンロード版                           | [ 53 ]        |